# Caserne Lizé

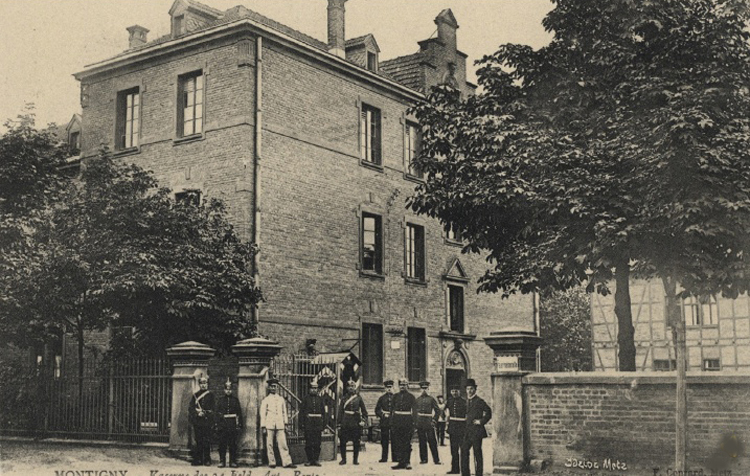
Wache der Kaserne an der ehemaligen St. Privat Straße

Die Caserne Lizé (ursprünglich: Artilleriekaserne I & II) war eine Kaserne in Montigny-lès-Metz  das innerhalb des Festungsgürtels von Metz lag. (Da in der Kaserne zuletzt Kavallerie untergebracht war, hieß sie während dieser Zeit nicht Caserne Lizé, sondern Quartier Lizé.) Erbaut wurde sie durch das Deutsche Reich während der Zeit, als Elsaß-Lothringen zu Deutschland gehörte. Die Liegenschaft befindet sich in der Rue Franiatte in Montigny-lès-Metz.

## Historisches
Militärisch gesehen, war Metz für das Deutsche Reich ein äußerst wichtiger strategischer Punkt, den es nach dem Erwerb zu sichern galt. Die Militärbehörden gingen daher unverzüglich, nachdem Elsaß-Lothringen an Deutschland gefallen war, daran, die Stadt militärisch aufzuwerten. Es wurden große Anstrengungen unternommen, um, neben den Festungswerken, neue Kasernen zu bauen und somit die Garnison zu vergrößern. Die Stärke der ständig hier stationierten Truppen lag zwischen 15.000 und 20.000 Mann aller Waffengattungen, um dann vor Beginn des Ersten Weltkrieges schließlich auf 25.000 Mann anzuwachsen. Kaiser Wilhelm II. sagte bei einem Besuch anlässlich einer Besichtigung der Bauarbeiten in der Stadt und an den Gürtelforts: 

„Metz und sein Armeekorps stellen einen Stützpfeiler für das preußische Militär in Deutschland dar, dazu bestimmt den Frieden in Deutschland und auch in Europa sicherzustellen.“

## Bau und Lage
Die Kaserne wurde am Ende des 19. Jahrhunderts errichtet, um Truppen des neu aufgestellten XVI. Armeekorps aufzunehmen, ihre Gesamtfläche betrug 9 Hektar.  Sie wurde zur Garnison für Teile des Feldartillerie-Regiments Nr. 34 bestimmt und liegt gegenüber der Caserne Raffenel (ehemals: Prinz Friedrich Karl Kaserne). Die Kaserne war Teil eines riesigen Militärgeländes, das aus Liegenschaften bestand, die teilweise nahtlos ineinander übergingen und die, mit Ausnahme des Garnisonslazaretts II alle noch komplett vorhanden sind:
- Artilleriekaserne I&II
- Artilleriekaserne III
- Artilleriekaserne IV
- Prinz Friedrich Karl Kaserne (Caserne Raffenel)
- 20er Pionierkaserne (Caserne Colin)
- Pionierkaserne St. Privat (Caserne Reymond)
- Garnisonslazarett II (abgebrochen)

## Nutzung
Bis zum Jahre 1919 waren deutsche Soldaten hier untergebracht, danach ging die Kaserne an das französische Heer über, die sie in „Caserne Lizé“ umbenannte und zunächst bis 1940 nutzte. Im Jahre 1938 war hier das „507e régiment de chars de combat“ (507. Panzerregiment) untergebracht. Der Colonel Charles de Gaulle war der Kommandant dieser Einheit. Im Juni 1914 wurde die Kaserne von der deutschen Wehrmacht besetzt. Im November 1944 zogen erneut französische Truppen in die Kaserne ein, die danach wieder den Namen „Caserne Lizé“ erhielt. Bis zum Jahre 2014 lag hier das 4e régiment de hussards. Während dieser Zeit hieß sie, den französischen Gepflogenheiten entsprechend, als Kavalleriekaserne „Quartier Lizé“.
Die Kaserne wurde inzwischen aufgegeben und am 31. Januar 2018 für den symbolischen Betrag von 1 € an die Stadt Montigny-lès-Metz übereignet. Die „Agence d’urbanisme d’Agglomérations de Moselle“  befasste sich bereits mit der städtebaulichen Nutzung des 9 Hektar großen Geländes. Es ist entschieden, dass die Unterkunftsgebäude einer zivilen Nutzung zugeführt werden (Büros, Wohnungen). Für die Umbaumaßnahmen sind 7,2 Millionen Euro veranschlagt. Sie sollen 2019 vollendet werden.